# Morihei Ueshiba
Morihei Ueshiba (植芝盛平?, Ueshiba Morihei; Tanabe, 14 dicembre 1883 – Iwama, 26 aprile 1969) è stato un artista marziale giapponese.
Considerato uno dei più grandi maestri di arti marziali della storia, è stato il fondatore dell'Aikidō e viene definito Ōsensei (gran maestro) dagli aikidōka.

## La vita
Quarto figlio e unico maschio di Yoroku Ueshiba e di sua moglie Yuki, era un bambino esile e molto fragile e venne spinto dal padre, uomo di politica, a praticare il sumo e il nuoto per irrobustire il proprio corpo. Comincia a praticare con costanza e dedizione le arti marziali a seguito di una vicenda che vede coinvolto il padre picchiato a sangue dai suoi avversari politici. Decide quindi di imparare le arti marziali per difendere se stesso e i suoi cari.
Frequenta varie scuole e impara diversi stili di Jūjutsu e di Bukijutsu. L'arte che segnerà il suo cammino marziale sarà però il Daito-Ryu Aiki Jujutsu, l'arte dei samurai della famiglia Takeda.

Il suo principale maestro fu Takeda Sōkaku, considerato da alcuni uno degli ultimi veri samurai, che gli insegnò il Daitō ryū conferendogli il grado di Menkyō kaiden e il certificato di maestro di Daitō ryū Aiki Jūjutsu. Aprirà quindi un proprio Dojo a Tōkyō dove inizierà a insegnare l'Aiki Budō, specchio del Daitō ryū e scheletro dell'Aikidō. Fonderà presto l'associazione Aikikai Foundation e il Kobukan dōjō ne diventerà l'honbu dōjō.
Trasferitosi sull'isola di Hokkaido in qualità di colono, verrà a conoscenza di una tragica notizia che vedrà coinvolto suo padre, ormai in fin di vita. Deciderà quindi di partire per Tanabe ed accorrere al capezzale del padre morente, ma durante il viaggio, incontrerà una persona che segnerà profondamente la sua vita, il suo cammino spirituale e l'arte dell'Aikido. Costui fu Ōnisaburō Deguchi, capo di una setta shintoista chiamata Ōmoto-kyō. Deciderà quindi di recarsi ad Ayabe, nella sede dell'Ōmoto-kyō. 
Durante il suo soggiorno ad Ayabe suo padre muore. Morihei rimarrà ad Ayabe per diversi anni diventando la guardia del corpo di Ōnisaburō Deguchi e partecipando insieme alla setta a diverse vicende.
Successivamente si recò ad Iwama, nella prefettura di Ibaraki, dove fonderà l'Ibaraki dōjō e l'Aiki Jinja, il tempio dell'Aikidō. Qui fonderà l'arte, la filosofia e la religione conosciuta col nome di Aikidō e si dedicherà allo studio del Budō e all'agricoltura.
Da questo periodo in poi verranno narrati diversi aneddoti che vedranno protagonista Ueshiba in sbalorditive dimostrazioni anche di carattere sovrannaturale, testimoniate da diversi suoi allievi. Egli infatti da questo momento si presenterà come l'incarnazione di una divinità shintoista, quale Il Re Dragone e affermerà di dover compiere una missione: portare l'armonia nel mondo.
Morirà il 26 aprile 1969 per un cancro al fegato.

## Evoluzione dell'ispirazione: dadaitoryu-Aiki-JutsuadAiki-Do
Ueshiba nutrì sempre un forte orientamento verso il sentimento religioso shintoista ed esprimeva la propria spiccata vocazione a coltivare la propria spiritualità in forme molto personali, con rituali e pratiche Shintoiste che avevano radici antiche e che spesso erano di difficile comprensione anche per i suoi più stretti allievi ed amici.
Ma fu durante il periodo del suo soggiorno ad Ayabe e soprattutto dopo la sofferta morte del padre che morì senza che lui potesse rivederlo, che la vita del fondatore dell'Aikido ebbe una "svolta" spirituale determinante a seguito dell'incontro con un'importante personalità nipponica dei primi del Novecento, Onisaburo Deguchi, sacerdote di una setta nota come "Omoto-kyo", di cui il fondatore divenne amico e discepolo e la cui frequentazione ebbe un'importanza fondamentale nello sviluppo della concezione dell'Aikido da parte di Morihei Ueshiba.
Onisaburo Deguchi, patriarca della religione Omoto, fu anche il principale responsabile della parentesi politica della vita del fondatore dell'Aikido, il quale all'età di 36 anni si lasciò indurre da Deguchi a seguirlo nei suoi progetti esagerati, se non folli, miranti ad espandere al di fuori dei confini del Giappone l'influenza del partito politico Omoto da lui fondato e della corrispondente religione Omoto, spingendosi in Asia fino alla Mongolia dove trovarono pane per i loro denti e tale avventura politica su base religiosa fallì miseramente.
Avventura collegata alla militanza del fondatore dell'Aikidō nel partito politico collegato alle ideologie sociali della religione Omoto, che gli costò quasi la vita, essendosi salvato da sicura morte unicamente per il miracoloso intervento "in extremis" del consolato giapponese, intervenuto all'ultimo momento quando nonostante si tramandino gesta epiche e fatti di combattimenti strabilianti ad opera del fondatore dell'Aikido sul territorio continentale asiatico, ormai catturati e arrestati dalle autorità cinesi, la loro fine sembrava già segnata ed imminente.
Dopo queste manifestazioni di incontinenza politica, gli aderenti al partito Omoto pare fossero stati tenuti di mira per un po' di tempo in Giappone e fossero anche socialmente osteggiati, ma il fondatore dell'Aikidō pare non abbia sofferto troppo di ciò, poiché dopo tale parentesi si disgiunse stabilmente dalla politica per immergersi completamente nella sua ricerca spirituale, da cui trasse infine i presupposti per questa nuova ed in un certo senso rivoluzionaria disciplina consistente in quell'innovativa arte marziale spirituale denominata Aikidō.